# 芥子酸
芥子酸（英語：Sinapinic acid，或 sinapic acid）是一种羟基肉桂酸衍生物，属于苯丙素类化合物。常作为基质辅助激光解吸/电离（MALDI）质谱法中的基质，常用于检测肽类和蛋白质，因其能吸收激光并提供质子(H+)。